# Dominikai szabalpálma
A dominikai szabalpálma vagy hispaniolai szabalpálma (Sabal domingensis) a pálmafélék (Areacea) családjába tartozó faj.

## Elterjedése
Hispaniolában, és Kubában, valamint a Dominikai Köztársaságban és Haitin őshonos.

## Leírása
A dominikai szabalpálma egyfajta legyezőpálma. Nagyon vastag, akár 60 cm-es vastagságot is elérő törzset növeszt, melynek magassága a 10 métert is eléri. A növények 20–30 levelet hajtanak, melyeken egyenként körülbelül 90 levélke található. Virágzatai egy-egy elágazó tengelyen helyezkednek el melyek legalább olyan hosszúra nőnek mint a növény levelei. Körte alakú, fekete gyümölcsöket terem. A gyümölcs 1–1,4 cm átmérőjű. A gyümölcs mérete és alakja a legfőbb bélyeg e faj és a sombrero-szabalpálma rendszertani elkülönítésére.

## Felhasználása
A levelek jelentik az alapanyagot. Különböző használati tárgyakat készítenek belőlük, beleértve a kalapokat, kosarakat és szőnyegeket.

## Fordítás
Ez a szócikk részben vagy egészben a Sabal domingensis című angol Wikipédia-szócikk fordításán alapul.  Az eredeti cikk szerkesztőit annak laptörténete sorolja fel. Ez a jelzés csupán a megfogalmazás eredetét és a szerzői jogokat jelzi, nem szolgál a cikkben szereplő információk forrásmegjelöléseként.